# Рогач, Иван (футболист)
Иван Рогач (серб. Ivan Rogač; род. 18 июня 1992, Петроварадин, Воеводина) — сербский футболист, защитник узбекистанского клуба «Локомотив» Ташкент.

## Биография
Первым профессиональным клубом футболиста был сербский «Рад», за который на протяжении 3 лет сыграл 16 матчей и забил 1 гол.
В 2013 году был отправлен в аренду в другой сербский клуб «Борча», где успел отыграть 13 матчей и отличиться 1 голом.
Зимой 2014 года на правах свободного агента подписал контракт с луцкой «Волынью». Из-за травмы во второй части сезона успел сыграть только два матча за «Волынь», дебютировав 11 мая 2014 года в игре против «Севастополя», выйдя на замену на 73 минуте вместо Эрика Бикфалви.
В феврале 2015 года перешёл в «Воеводина». Контракт рассчитан на 2,5 года.
В июне 2021 стал игроком ФК «Акрон» (Тольятти).

## Клубная статистика
| Игровая карьера | Игровая карьера | Игровая карьера | Лига | Лига | Кубок | Кубок | Межд. | Межд. | Др. | Др. |
| --------------- | --------------- | --------------- | ---- | ---- | ----- | ----- | ----- | ----- | --- | --- |
| 2021/22         | Акрон           | Б               | 32   | 2    | 1     | 0     | —     | —     | —   | —   |
| 2022/23         | Акрон           | Б               | 16   | 1    | 3     | 0     | —     | —     | —   | —   |
| 2023            | Тобол           | А               | 16   | 0    | 3     | 2     | 8     | 0     | —   | —   |